# Dichotrachelus alonsoi
Dichotrachelus alonsoi é uma espécie de insetos coleópteros polífagos pertencente à família Curculionidae.
A autoridade científica da espécie é Meregalli, tendo sido descrita no ano de 1987.
Trata-se de uma espécie presente no território português.